# Porterbrook
Porterbrook（英文全称：PORTERBROOK LEASING COMPANY LIMITED）是英国一间铁路车辆租赁公司，成立于1994年3月21日，當時正值英国铁路分拆私有化。 公司名称来自于英国的波特河。这间公司和Angel Trains同为埃弗肖特铁路集团的子公司。这间公司是英国铁路分拆私有化后成立的首批三家铁路车辆租赁公司之一。
2010年代的该公司承接了不少老旧铁路车辆检修、升级、改装工作。部分其所属的英國鐵路319型電力動車組被改装为英国铁路769型双动力源动车组，以令其能够在非电气化铁路上运行。2020年，该公司开始投资5500万英镑，將南方鐵路英国铁路377型电力动车组翻新，共涉及214列该型动车组，项目周期5年。此外，该公司所属的英国铁路43型柴油机车、英国铁路90型电力机车被出售以及被捐贈給他人。

## 公司涂装铁路机车
该公司曾将旗下部分铁路机车的涂装为公司紫色涂装。该公司在资助编号为D9016的英國鐵路55型柴電機車修复并恢复运行工作后，1999年将涂装换成了该公司涂装。 Virgin CrossCountry向该公司租用的编号分别为47807和47817的两台英国铁路47型柴油机车，20世纪90年代末曾使用Porterbrook涂装。第一大西部向该公司租用的编号为57601的British Rail Class 57，2001年起使用该公司涂装。維珍鐵路向该公司租用的编号为87002的英国铁路87型电力机车，2003年起使用该公司涂装。

D9016型英國鐵路55型柴電機，2002
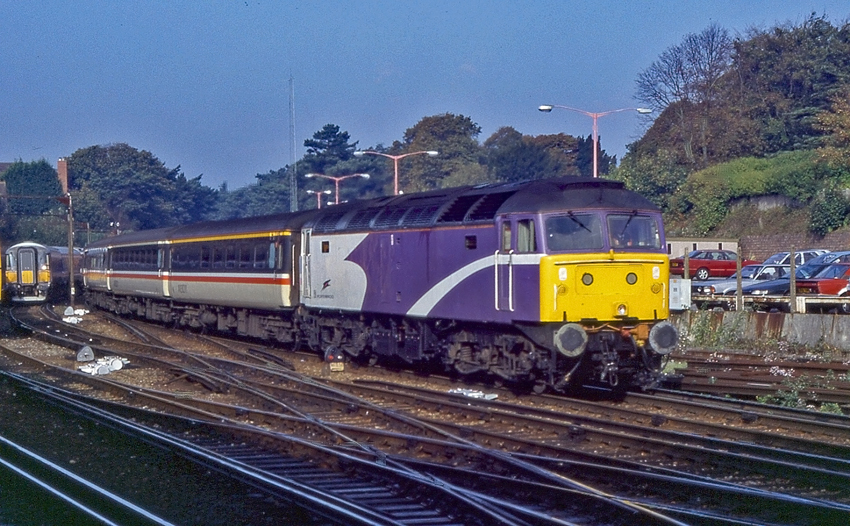
47817型英国铁路47型柴油机车，1997年10月19日
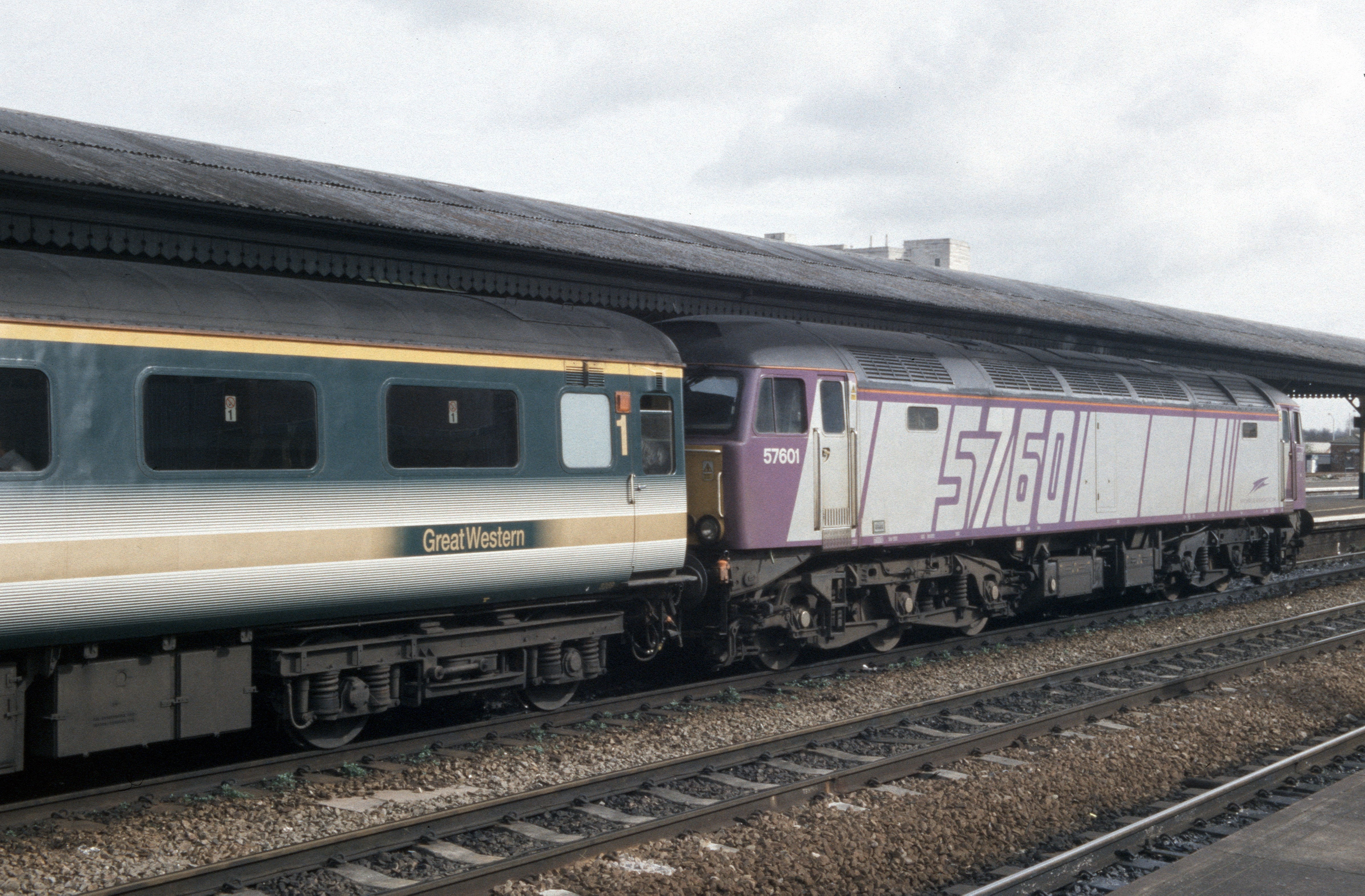
57601型British Rail Class 57（英语：British Rail Class 57），2002
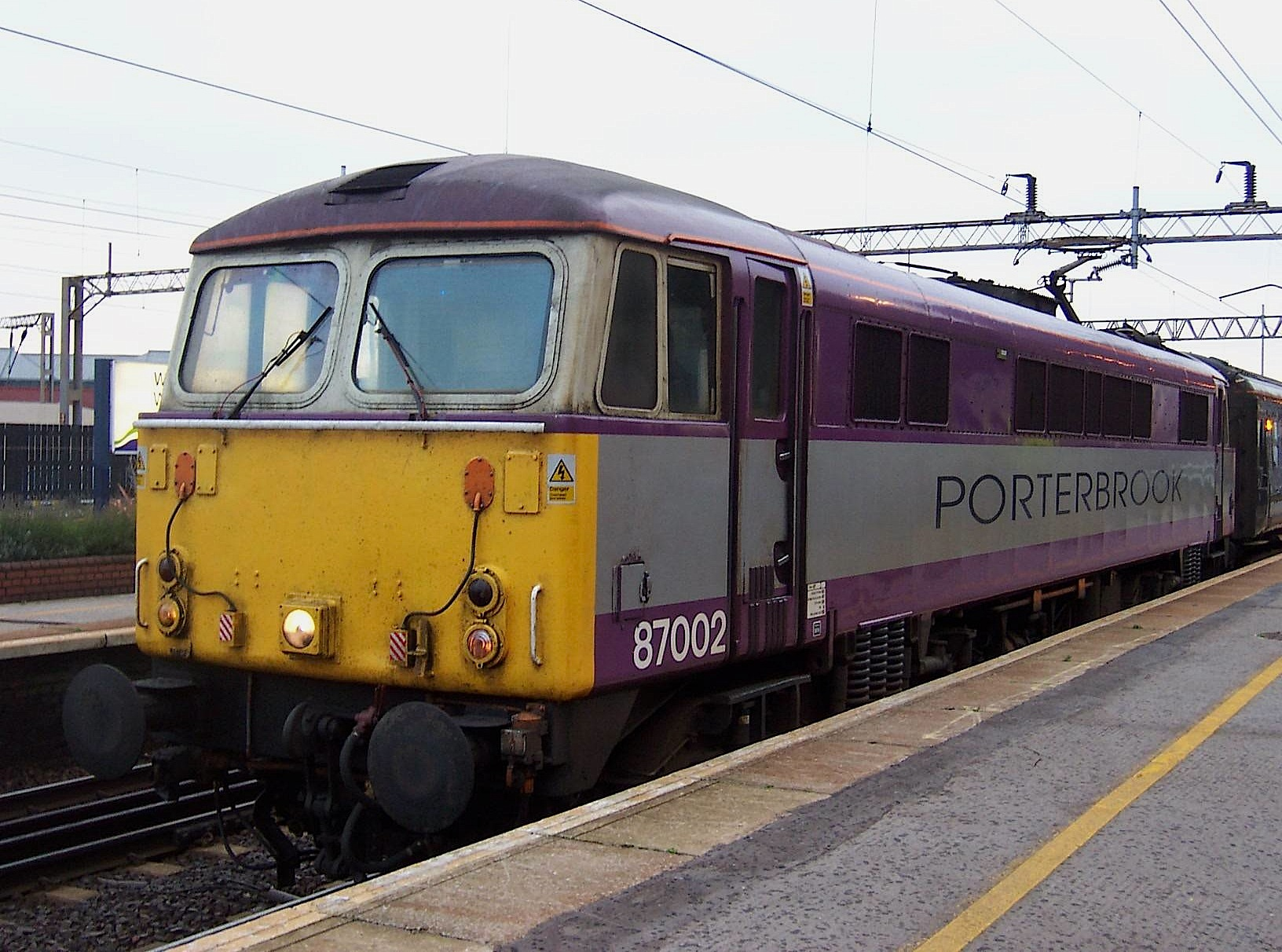
87002型英国铁路87型电力机车，2003年1月9日，沃特福德交匯站）

## 初始车队
Porterbrook在1994年成立时从英国铁路处接手以下铁路车辆：
| 型号                           | 数量  |
| ------------------------------ | ----- |
| 英国铁路43型柴油机车 (高速版)  | 81台  |
| 英国铁路47型柴油机车           | 32台  |
| 英國鐵路73型電力柴油雙模式機車 | 14台  |
| 英国铁路87型电力机车           | 35台  |
| 英国铁路90型电力机车           | 15台  |
| British Rail Class 141         | 38列  |
| British Rail Class 143         | 36列  |
| British Rail Class 144         | 46列  |
| British Rail Class 150         | 128列 |
| British Rail Class 153         | 40列  |
| British Rail Class 156         | 76列  |
| 英国铁路158型柴油动车组        | 211列 |
| British Rail Class 159         | 66列  |
| British Rail Class 205         | 30列  |
| British Rail Class 207         | 10列  |
| 英國鐵路319型電力動車組        | 344列 |
| 英國鐵路323型電力動車組        | 117列 |
| British Rail Class 411         | 424列 |
| British Rail Class 412         | 28列  |
| British Rail Class 422         | 92列  |
| British Rail Class 423         | 188列 |
| British Rail Class 455         | 364列 |
| British Rail Class 456         | 48列  |
| 英国铁路3型客车                | 649节 |
| 駕駛拖車                       | 52节  |